# Svratka (fiume)

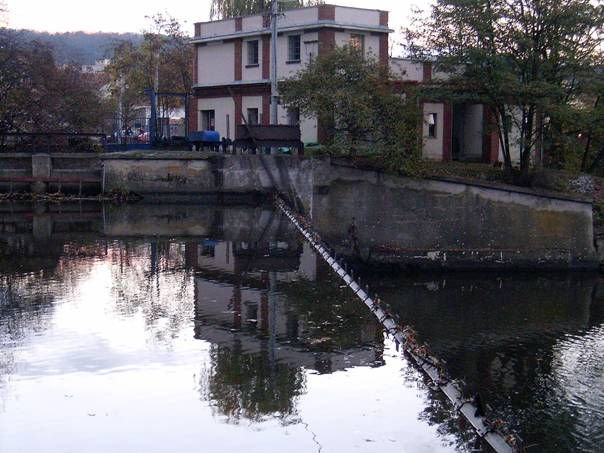

Lo Svratka (tedesco Schwarz (s) o Schwarzawa) è un fiume della Repubblica Ceca affluente del fiume Thaya, che attraversa la Regione di Pardubice e la Moravia Meridionale. A sud della città di Brno riceve le acque del fiume Svitava.
Il suo nome deriva probabilmente dall'altica parola ceca "svorti" - vento.